# Головокружение
Головокружение — ощущение мнимого вращения пространства вокруг себя или себя в пространстве (системное головокружение), либо ощущение чувства приближающейся потери сознания, неуверенности, шаткости (несистемное головокружение).
Примерно 5 % населения планеты страдает от головокружения, также данный симптом является одним из самых частых симптомов в неврологии, чаще встречается лишь головная боль.

## Этиология
Важно понимать, что головокружение — это не болезнь, а симптом одного из множества заболеваний. Для понимания причины появления этого симптома важно выявить один из двух типов головокружения: системное (истинное) или несистемное.
Системное головокружение — это ощущение мнимого вращения пространства вокруг себя или себя в пространстве. Обычно оно связано с поражением вестибулярного анализатора: доброкачественное пароксизмальное позиционное головокружение, болезнь Меньера, вестибулярный неврит, рассеянный склероз, невринома, инсульт.
Несистемное головокружение — это все остальные ощущения: чувство приближающейся потери сознания, неуверенности, нечеткости зрения, неустойчивости, шаткости.
Такие проявления возникают при заболеваниях сердечно-сосудистой системы, эндокринной системы, неврологических, психических расстройствах. Чаще всего при тревожных расстройствах, анемии, аритмии, ортостатической гипотензии, гипогликемии, гипоксии.
Самая частая причина головокружений — доброкачественное пароксизмальное позиционное головокружение (ДППГ), проявлением которого являются короткие (5-30 секунд) приступы головокружения, возникающие при изменение положения головы, при её наклоне и/или повороте, при укладывании в постель, подъёме и т. д. В покое их нет. Какие-то другие симптомы обычно отсутствуют, кроме тошноты, в редких случаях — рвоты.
Для диагностики и лечения ДППГ нужны только специальные манёвры (например манёвр Эпли). МРТ или КТ в данном случае неинформативны. Медикаментозное лечение не эффективно, так как не может повлиять на причину заболевания (попадание отолитов — микроскопических кристаллов карбоната кальция из преддверия внутреннего уха в полукружные каналы. При наклоне головы меняется положение канала, и отолиты в нём начинают перемещаться под действием силы тяжести. Их движение и провоцирует ощущение головокружения). Почему отолиты выпадают в большинстве случаев неизвестно. В возрасте до 50 лет это чаще связано с травмой или воздействием вибрации: черепно-мозговая, хлыстовая травма, лечение уха, зубов. После 50 лет чаще это связано с возрастными изменениями.

## Диагностика
Сбор жалоб и анамнеза имеет важнейшее значения для выявления причины головокружения. Крайне важно определить тип головокружения: системное или несистемное.
Характер и длительность головокружения: может проявляться в виде приступов или быть постоянным, длиться от нескольких секунд до нескольких часов и даже дней.
Симптомы, сопровождающие головокружение: вне зависимости от причины головокружение обычно сопровождается в той или иной степени тошнотой и/или рвотой, бледностью, изменение пульса и артериального давления. Кроме того, в зависимости от причины наряду с головокружением могут возникать другие симптомы: головная боль, фотофобия (непереносимость яркого света), снижение слуха, шум, распирание в ухе, нарушение глотания, изменение голоса, речи, двоение в глазах, тревожность, нарушение сна, сниженное настроение.
Провоцирующие факторы, которые могут вызвать головокружение: изменение положения головы, тела, кашель, громкие звуки, определённая обстановка. Отсутствие каких-либо провоцирующих факторов тоже имеет значение.
Дополнительные данные: черепно-мозговая травма, воспалительные заболевания среднего уха, эндокринные нарушения, гипертоническая болезнь, мигрень, эпилепсия, прием определённых лекарств.
Тщательно выяснив все эти подробности, грамотный специалист может предположить диагноз, который подтверждается в 75 % случаев после стандартного исследования вестибулярной функции. В остальных случаях может понадобиться дополнительное обследование, объём которого определяет врач.

## Лечение
Зависит от основного заболевания, которое привело к головокружению.
Доброкачественное пароксизмальное позиционное головокружение лечится манёврами Семонта, Эпли, Брандта-Дароффа. В лечении вестибулярного нейронита используются глюкокортикоидные гормоны. При болезни Меньера используют диуретики, вестибулярные супрессанты, гормоны, хирургические методы. Психогенное головокружение лечится с помощью антидепрессантов, транквилизаторов и психотерапии.
Вестибулярная мигрень триптанами, при необходимости профилактическое лечение бета-блокаторами, антидепрессантами, антиконвульсантами.